# Christopher Roth
Pour les articles homonymes, voir Roth.
Ne doit pas être confondu avec Christopher Roth (monteur, mort en 2023).
Christopher Roth, né à Munich (Allemagne) le 26 juin 1964, est un monteur allemand, aussi réalisateur, scénariste et producteur.

## Filmographie

### Réalisateur et scénariste au cinéma
- 1995 : Looosers!
- 1998 : Candy
- 2002 : Fraction armée rouge (Baader) (aussi monteur)
- 2009 : Lacoma
- 2022 : Le Gourou et les Enfants (Servus Papa, See You in Hell) (aussi monteur)

### Acteur
- 2017 : Axolotl Overkill : Georg

### Monteur
- 2022 : Desperate Riders de Michael Feifer

## Distinctions
- 2002 : Prix Alfred-Bauer pour Fraction armée rouge (Baader)